# Willy Melchers
Willy Melchers (7 november 1948) is een Nederlands voormalig profvoetballer die als centrale verdediger speelde.
Melchers speelde voor Jonge Kracht toen hij in 1970 door Vitesse gecontracteerd werd. Met Vitesse promoveerde hij in zijn eerste seizoen naar de Eredivisie maar degradeerde een jaar daarna weer. Hij ging voor VV Rheden spelen waarmee hij twee jaar op rij promoveerde van de tweede klasse naar de Hoofdklasse. In 1977 werd hij met Rheden kampioen in de Zondag Hoofdklasse C en kampioen bij de zondagamateurs. In die periode werd hij ook geselecteerd voor het Nederlands amateurvoetbalelftal. Voor het seizoen 1977/78 werd Melchers door N.E.C. gecontracteerd dat in de Eredivisie speelde. Daar speelde hij zich aanvankelijk in de basis, maar na enkele blessures werd hij afgekeurd voor het spelen van betaald voetbal. Melchers werd hierna trainer in het amateurvoetbal. Hij is de vader van wielrenster Mirjam Melchers.